# 丰田镇 (南靖县)
丰田镇，是中华人民共和国福建省漳州市南靖县下辖的一个乡镇级行政单位。前身是省级农垦农场，全称"福建省丰田农场"，1978年6月安置四批越南归难侨798户2810人后改为省侨办直属的华侨农场，全称"国营福建省南靖丰田华侨农场"。

## 行政区划
丰田镇下辖以下地区：
东华社区、丰华社区、保林村、东方村、丰田村、凤安村和红星村。

## 交通
- 319国道

## 名胜
- 阁老楼：位于丰田镇古楼村。为明代东阁大学士林㶥故居，因忤魏忠贤，称病弃官，避居于此。